# ملاحسنلی، جبراییل
ملاحسنلی (ترکی آذربایجانی: Mollahəsənli) یک منطقهٔ مسکونی در جمهوری آرتساخ است که در استان هادروت واقع شده‌است.